# سیلوان لن
سیلوان لن (فرانسوی: Sylvain Lesné‎؛ زادهٔ ۱۹۷۴) پژوهشگر، و عصب‌پژوه اهل فرانسه است. او یک دانشمند اعصاب و دانشیار پیشین دپارتمان علوم اعصاب در دانشکده پزشکی دانشگاه مینه‌سوتا است که به خاطر تحقیقاتش در زمینه بیماری آلزایمر شناخته شده است. او نویسنده اصلی یک مقاله جنجالی در سال ۲۰۰۶ در نشریه نیچر با عنوان «ترکیب خاصی از پروتئین آمیلوئید بتا در مغز باعث اختلال در حافظه می‌شود» بود. تحقیقات لن در این مقاله و دیگر مقالات از ژوئن ۲۰۲۲ مورد بازبینی مجدد قرار گرفت که دلیلش اتهاماتی مبنی بر دستکاری تصاویر برای بزرگنمایی نقش پروتئین آمیلوئید بتا-۵۶ در آلزایمر بود. این مقاله که در سال ۲۰۲۴ بازپس‌گرفته شد نقش برجسته‌ای در ایجاد یک فرضیه داشت که بر اساس آن، یک الیگومر سمی خاص از پروتئین آمیلوئید بتا، به نام آمیلوئید بتا-۵۶، باعث اختلال در حافظه در آلزایمر می‌شود و هم‌راستا با فرضیه آمیلوئید غالب بود، بنیادین بود.
کارن اَش نویسنده ارشد مقاله ۲۰۰۶ در ژورنال نیچر - و تمام نویسندگان به جز لن - توافق کردند که مقاله را بازپس‌گیرند که طبق گزارش «ریترکشن واچ»، این مقاله دومین مقاله پر استناد است که تا کنون بازپس‌گرفته شده است. واکنش‌های دیگر محققان نشان داد که در حالی که اتهامات قابل توجه بودند، تأثیر کلی بر پژوهش‌های آمیلوئید اندک بود و غالب تحقیقات آلزایمر تحت تأثیر قرار نگرفتند. سایر محققان مخالف بودند و نگرانی‌هایی ابراز کردند که تصاویر دستکاری شده، شائبه‌هایی در مورد فرضیه آمیلوئید ایجاد کرده است.
لن از از اول مارس ۲۰۲۵ پست دائمی آکادمیک خود در دانشگاه مینه‌سوتا استعفا داد.

## زندگی شخصی و تحصیلات
سیلوان ای. لن در سال ۱۹۷۴ به دنیا آمد و در لوک-سور-مر، یک شهر کوچک در ناحیهٔ نرماندی در شمال‌غربی فرانسه بزرگ شد. والدین او برتراند و ماری کارمن لن هستند.
لن دارای مدرک کارشناسی ارشد در بیوشیمی است و دکترای خود را با تخصص در علوم اعصاب از «دانشگاه کان نورماندی» دریافت کرده است. پایان‌نامه دکترای او (۲۰۰۲) با عنوان «تنظیم بیان و متابولیسم پروتئین پیش‌ساز آمیلوئید بتا در جریان بیماری‌های دژنراتیو» بوده است.
جیل کارولین، یک روان‌شناس و معلم خصوصی اهل مینه‌سوتا، و لن در تاریخ ۱۴ اوت ۲۰۱۰ در بئووار-سور-مر، فرانسه ازدواج کردند.

## حرفه

### اوایل کار
دنیس ویویان، زیست‌شناس سلولی-مولکولی و استاد علوم اعصاب فرانسوی که نظارت بر کار دکتری لن را بر عهده داشت و با او مقاله منتشر کرده بود، می‌گوید لن تصاویری از رنگ‌آمیزی ایمنی تولید کرده بود که ویویان آن‌ها را مشکوک دانسته بود؛ دیگران نیز نتوانستند یافته‌های لن را بازتولید کنند. ویویان مقاله‌ای که قرار بود با لن منتشر کند را پس گرفت و در سال ۲۰۲۲ به روزنامه لو موند گفت که مدت‌هاست که ارتباط شخصی یا علمی با لن را قطع کرده است.

### دانشگاه مینه‌سوتا
پس از فارغ‌التحصیلی از دانشگاه، لن در سال ۲۰۰۲ به عنوان پژوهشگر پسادکتری توسط کارن اَش در دانشگاه مینه‌سوتا استخدام شد. روزنامه مینیاپولیس استار تریبیون، اَش را به عنوان یک «استاد برجسته که بسیاری او را در لیست نهایی نامزدان دریافت جایزه نوبل به‌خاطر کارهایش می‌دانند» توصیف کرده است. اَش نیز لن را به عنوان «پژوهشگر درخشان پسادکتری» خود توصیف کرده بود؛ او ادعا کرده بود که روشی برای اندازه‌گیری پروتئین‌های الیگومر آمیلوئید بتا (Aβ) به‌طور جداگانه در داخل و خارج از سلول‌ها توسعه داده است. دنیس جی. سلکویی، پژوهشگر دیگری در زمینه آلزایمر، این روش را مورد سؤال قرار داده و گفته است که «این روش از نظر بیوشیمیایی هیچ منطقی نداشت.»
از سال ۲۰۰۹، لن آزمایشگاهی در دانشگاه مینه‌سوتا داشت که توسط مؤسسه ملی سلامت (NIH) تأمین مالی می‌شد. او ۷۷۴٬۰۰۰ دلار از مؤسسه ملی سلامت برای مطالعه آمیلوئید بتا-۵۶ تا سال ۲۰۱۲ دریافت کرد، به اضافهٔ مبلغی بالغ بر بیش از ۷ میلیون دلار برای تحقیق در زمینه آلزایمر تا سال ۲۰۲۲.
مطابق اعلام وب‌سایت آزمایشگاه لن، وی در سال ۲۰۱۶ به عنوان دانشیار در دپارتمان علوم اعصاب منصوب شد همچنین استاد دائم در دانشگاه منصوب شد. او همچنین به عنوان معاون مدیر در مرکز تحقیقات و مراقبت حافظه «ن. باد گراسمن» دانشگاه مینه‌سوتا فعالیت می‌کرد که کارن اَش مدیر آنجا بود. از سال ۲۰۲۴، او پژوهشگر «مؤسسه علوم اعصاب کاربردی» دانشگاه مینه‌سوتا بود.
لن پس از آنکه بررسی‌هایی از سوی دانشگاه مینه‌سوتا نگرانی‌هایی در مورد «تمامیت داده‌ها» در دیگر مقالات او مطرح کرد، تصمیم به استعفا از مقام دائم خود در دانشگاه گرفت و این استعفا از اول مارس ۲۰۲۵ اجرایی می‌شود.